# حماسة
الحماسة شعور يتولد لدى الإنسان عند إقدامه على عمل شيء يحبه. والحماسة الصحيح، أما الحماس فغلط شائع. وفي «لسان العرب»: حَمِسَ الشر اشتد، وكذلك حَمِشَ، وحَمِسَ بالشيء عَلِقَ به [أي تحمّسَ له وتعلق به]، والتحمّس التشدد، والحميس والوطيس التنور، ورجلٌ حَمِسٌ وحَميسٌ وأحمسُ أي شجاع.
الحماسة هي الوقود الذي يحرك المحرك.... والحماسة القوة الدافعة التي تساعدنا على تحقيق أهدافنا، والطريق المؤدية إلى القوة المشتعلة التي تفجر القدرات اللامحدودة.. والحماسة الملتهبة مع الإصرار الجامح هو ما يحقق النجاح... وهو الذي يحرك حياتنا للأمام ولمزيد من النجاح والتقدم.
ليس للحماسة وزن أو شكل بل هي قوة معنوية، ويمكن تعريفها بأنها عبارة عن قوة معنوية تبث النشاط والعزم في نفس الإنسان، وتدفعه لإنجاز نشاط محدد، لتحقيق أهداف يرغبها.